# Fable (videojuego en desarrollo)
Fable es un futuro juego de rol de acción desarrollado por Playground Games y publicado por Xbox Game Studios. Supone el reinicio de la serie Fable y será lanzado para Microsoft Windows y Xbox Series X/S.

## Desarrollo
Fable será la primera nueva entrega de la serie desde que Fable: The Journey se lanzó en Xbox 360 en 2012, luego de una pausa con la cancelación de Fable Legends y el posterior cierre de los desarrolladores originales Lionhead Studios. La primera mención de una nueva entrega de la serie se produjo en 2017, cuando el jefe de Xbox, Phil Spencer, dijo en Twitter que la franquicia tenía "muchos lugares a los que podría ir". A principios de 2018, Eurogamer informó que Playground Games, conocida por su trabajo en la serie Forza Horizon, había comenzado a desarrollar un cuarto juego de Fable. Más tarde ese año, se informó que Playground Games estaba contratando 177 puestos para un juego de rol de mundo abierto. Forbes informó que se había filtrado un video antes del E3 2019 y pertenecía a Fable de Playground Games. En julio de 2020, el juego se anunció formalmente en Xbox Games Showcase y se describió como un "nuevo comienzo" para la serie.
En diciembre de 2020, Anne Megill, ex desarrolladora de Remedy Entertainment, fue contratada como escritora principal. En enero de 2022, Megill reveló que el estudio estaba buscando a alguien que tuviera "un ojo creativo para la mecánica y los sistemas de narración de historias y una comprensión profunda de los requisitos interactivos de la narrativa del juego". Esto sugería que el juego estaba lejos de completarse. En julio, Megill fue ascendida a líder narrativa. En octubre de 2022, Andrew Walsh, escritor sénior de Horizon Forbidden West, se unió al equipo. En noviembre el jefe de Xbox dijo que el juego incluiría "alta calidad, creación y atención al detalle", y Jason Schreier de Bloomberg informó que Eidos-Montréal estaba trabajando con Xbox en Fable. El 11 de junio de 2023, Playground Games mostró el primer avance del juego de Fable con el actor Richard Ayoade en el Xbox Games Showcase de 2023.